# Zbigniew Foryś
Zbigniew Kazimierz Foryś (ur. 3 marca 1957 w Głubczycach) – polski muzyk rockowy, gitarzysta basowy, klawiszowiec, wokalista, kompozytor i aranżer.
Karierę rozpoczął w 1975 roku. Ukończył szkołę muzyczną w klasie kontrabasu i fortepianu. Zaczynał jako basista w zespołach jazzowych (Jastrzębski Kwintet Jazzowy, Antoni Kucznierz tradition ansamble), z którymi zagrał wiele koncertów w kraju i za granicą, biorąc udział w festiwalach jazzowych, takich jak Jazz nad Odrą, Jazz Jamboree, Jazz Festival w Hadze, Moskwie, Pradze, Palandze i Berlinie. Od października 1982 roku do listopada 1985 grał w zespole Lombard, z którym nagrał albumy Live, Wolne od cła i Szara maść. Pracował także z Piotrem Janczerskim z zespołu No To Co i wokalistką Gayga. Brał udział w festiwalach Opole, Sopot, a także w festiwalach w Rydze, Cannes, Moskwie, San Remo, Helsinkach, Estonii. Przez 15 lat mieszkał i pracował w Niemczech, głównie jako muzyk sesyjny. Grał z wieloma artystami z całego świata m.in. z niemiecką wokalistką Perlą McRay, folkową grupą FKK, gitarzystą Achimem Frankiem, czeskim gitarzystą Otto Fotchim, holenderskim trębaczem Lotharem van Saa, pianistą z Tajlandii Jockym Hendriksem, niemieckim perkusistą Klausem Grellerem, wenezuelskim gitarzystą Tyronem Jayacodim, hindusem Sanjaya Senaratna i wieloma innymi. Jako pianista jazzowy grywał w wielu klubach i hotelach świata, m.in. w klubie Memory w Berlinie, Piano Club w Bonn, Melkweg w Amsterdamie, Quartier w Zurychu, Fabryk Club w Hanowerze, Aldiana w Hiszpanii, w klubach w Turcji, Portugalii, Tunezji (Djerba), na Majorce oraz w hotelach Sheraton i Maritim w Niemczech, Luksemburgu, Dubaju i Abu Drabi w Zjednoczonych Emiratach Arabskich, Jemenie, Syrii, Bejrucie, Paryżu i we Włoszech.
W 1995 roku powrócił do kraju. Od 2005 roku koncertuje z własnym zespołem jako Zbigniew Foryś Band. Zespół specjalizuje się w muzyce rockowej, grając znane piosenki z lat 60. i 70..